# Sobre las Olas

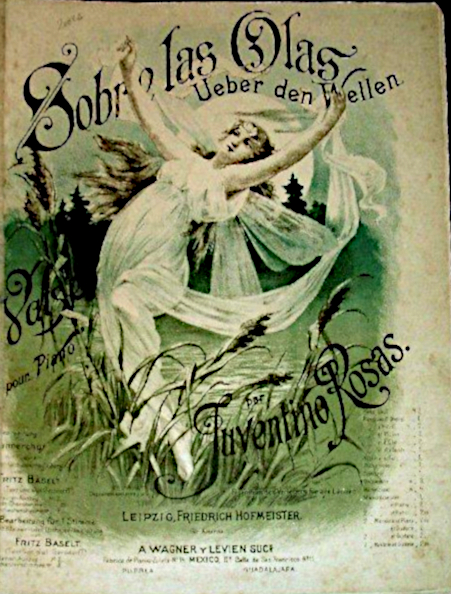
Capa de partitura para piano (Alemanha)

Sobre las olas (ou "Over the Waves") é uma valsa, sendo a obra mais conhecida do compositor mexicano Juventino Rosas (1868-1894). Ela "continua sendo uma das peças mais famosas da América Latina em todo o mundo", de acordo com o artigo "América Latina" do The Oxford Companion to Music.
Foi publicado pela primeira vez por Rosas em 1888. Continua sendo popular como uma valsa clássica e também chegou à música New Orleans Jazz e Tejano.
A peça continua popular entre os violinistas do país e dos velhos tempos nos Estados Unidos.

## Gravações
- Chet Atkins, Alone
- The Beach Boys, em "I'm Going Tour Way" - lançado com o título "Carnival (Over the Waves)"[3]
- Roy Clark, The Lightning Fingers of Roy Clark
- Willie Nelson, em Red Headed Stranger
- Mark O'Connor sobre American Classics

## Filme
Um filme mexicano intitulado Sobre las olas foi lançado em 1933.
A biografia cinematográfica mexicana de Juventino Rosas, lançada em 1950 e estrelada por Pedro Infante, é intitulada Sobre las olas ( Over the Waves ).

## Na cultura popular
- Nos Estados Unidos, Sobre las olas tem uma associação cultural com artistas de circo, diversão e trapézio, pois foi uma das músicas disponíveis para a popular linha de órgãos de feiras de Wurlitzer.
- A música de Over the Waves foi usada para a música "A mais adorável noite do ano", cantada por Ann Blyth no filme da MGM The Great Caruso.
- A composição é apresentada nos filmes Stage Fright (1950) e Sunset Boulevard (filme de 1950).
- A música aparece junto com "Entrance of the Gladiators", como um medley, nos palcos da tribo Circus em Lemmings 2: The Tribes.
- A música toca enquanto monta um balão no jogo Atari 2600, Pitfall II: The Lost Caverns, bem como sua sequência, Super Pitfall.
- Esta valsa é apresentada no filme de James Bond, Octopussy, na cena do circo na Alemanha.
- Na Vila Sésamo, Ernie costumava cantar uma música para essa melodia, chamada "George Washington Bridge".
- A música é apresentada no recurso RKO Radio Pictures When's Your Birthday? (1937), estrelado por Joe E. Brown.
- No desenho animado da Warner Brothers de 1946, Daffy Doodles, Daffy canta "Sobre las olas" ao som de " Ela era filha de um acrobata".
- "Sobre las olas" pode ser ouvida na trilha sonora do filme Os Três Caballeros, da Disney em 1944, durante o segmento "O Pinguim de Sangue Frio".
- A música também foi usada nos desenhos animados de Popeye.
- Uma paródia dessa música é usada como ponte da faixa dos Dead Kennedys "Chemical Warfare", que aparece em seu álbum de 1980, Fresh Fruit for Rotting Vegetables.
- Em um filme da Disney, Mary Poppins, Bert canta essa música enquanto finge ser um equilibrista.
- No episódio de Barney & Friends, "Limpeza Clássica", o Sr. Boyd toca essa música no piano enquanto Baby Bop dança e acidentalmente faz uma bagunça na sala de aula.
- Esta é uma das músicas do videogame Wii Music.
- A valsa é usada como música de fundo no jogo de arcade de 1980 da Sega, Carnival.
- Uma homenagem a essa música aparece na ponte da música "Drowning In Berlin" pelo grupo britânico de nova onda The Mobiles por volta das 2:06.
- A música aparece no desenho animado Pica-Pau, Niagara Fools.
- A composição pode ser ouvida como música de acompanhamento durante uma das cenas circenses do filme de Laurel e Hardy, The Chimp (1932).
- A melodia aparece como uma ponte entre os versos de "Waltzing with Bears", que é uma das músicas do álbum Minneapolis Concert de Ann Mayo Muir, Ed Trickett e Gordon Bok.[6]
- A música é tocada durante uma sequência em um parque de diversões no filme de 1971 Harold and Maude.
- A música aparece no filme Irrational Man (2015) de Woody Allen.